# Contea di Jones (Iowa)
La contea di Jones, in inglese Jones County è una contea dello Stato dell'Iowa, negli Stati Uniti. La popolazione al censimento del 2010 era di 20 638 abitanti. Il capoluogo della contea è Anamosa. La contea è stata nominata in onore di George W. Jones, uno dei primi senatori degli Stati Uniti a rappresentare lo Stato dell'Iowa. Si tratta di una delle tre contee che compongono il Cedar Rapids Metropolitan Statistical Area.

## Geografia fisica
La contea si trova ad est dell'Iowa. Secondo l'U.S. Census Bureau, la contea ha una superficie totale di 1 493,6 km², di cui 1 490 km² composti da terra e i rimanenti 3,6 km² composti di acqua.

### Contee confinanti
- Contea di Delaware (nord ovest)
- Contea di Dubuque (nord est)
- Contea di Jackson (est)
- Contea di Clinton (sud est)
- Contea di Cedar (sud)
- Contea di Linn (ovest)

### Principali strade e autostrade
| - U.S. Highway 151 | - Iowa Highway 1 - Iowa Highway 38 - Iowa Highway 64 - Iowa Highway 136 |

## Storia
La contea di Jones fu formata il 21 dicembre del 1837. Il suo nome deriva dal senatore degli Stati Uniti e membro del Congresso George Wallace Jones.

## Società

### Censimento 2010
Il censimento del 2010 ha registrato una popolazione di 20 638 persone nella contea, con una densità di popolazione pari a 13,85 ab./km². C'erano 8 911 unità abitative, di cui 8 151 occupate.

### Censimento 2000
Il censimento del 2000 ha registrato una popolazione di 20 221 persone nella contea, con una densità di popolazione pari a 14 ab/km². C'erano 8 126 unità abitative con una densità media di 5 u.a./km².
La composizione razziale della contea era composta dal 96,68% di bianchi, dallo 1,79% di neri o afroamericani, dallo 0,32% di nativi americani, dallo 0,22% di asiatici, dallo 0,23% di altre razze e dallo 0,78% di due o più razze. Lo 1,05% della popolazione era di origine ispanica o Latina.
Si contavano 7 560 nuclei familiari, dove il 31,00% aveva figli di età inferiore ai 18 anni che vivono con loro, il 59,00% erano coppie sposate che vivono insieme, il 7,90% era composto da donne con marito assente e il 29,90% erano non-famiglie. Il 25,30% di tutte le famiglie erano formate da singoli individui e il 12,50% di questi aveva più di 65 anni di età.
Nella contea la popolazione era formata dal 24,10% con età inferiore ai 18 anni, il 7,90% fra i 18 e i 24, il 29,00% fra i 25 e i 44, il 23,30% dai 45 ai 64 e il 15,80% oltre i 65 anni di età. L'età media era di 38 anni. Per ogni 100 donne c'erano 109,30 uomini. Per ogni 100 donne sopra i 18 anni, c'erano 111,60 maschi.
Il reddito medio per una famiglia nella contea era di 37 449$, e il reddito medio per una famiglia era di 44 269$. I maschi avevano un reddito medio di 31 039$ contro 22 075$ per le femmine. Il reddito pro capite per la contea era di 17816 $. Circa il 6,20% delle famiglie e il 8,60% della popolazione era sotto la soglia di povertà, di cui il 8,80% sotto i 18 anni e 10,20% oltre i 65 anni di età.

## Città
| - Anamosa - Cascata - Centro Junction | - Martelle - Monticello - Morley | - Olin - Onslow - Oxford Junction | - Wyoming |

## Altre comunità
- Fairview
- Langworthy
- Stone City